# (19962) Martynenko
(19962) Martynenko es un asteroide perteneciente al cinturón de asteroides, descubierto el 7 de septiembre de 1986 por la astrónoma soviética Liudmila Chernyj desde el Observatorio Astrofísico de Crimea (República de Crimea).

## Designación y nombre
Designado provisionalmente como 1986 RV5. Fue nombrado Martynenko en honor al astrónomo soviético Vasili Vasílievich Martynenko.